# Wieland-Miescher-Keton
Das Wieland-Miescher-Keton ist eine organisch-chemische Verbindung. Es handelt sich um ein bicyclisches Diketon, das außer einer Doppelbindung gesättigt ist.
Das Wieland-Miescher-Keton ist nach seinen Entdeckern Peter Wieland und Karl Miescher benannt, die es bei Ciba-Geigy entwickelten. Das eigentliche Wieland-Miescher-Keton wird racemisch durch eine Robinson-Anellierung gewonnen, von pharmazeutischem Interesse ist jedoch die enantiomerenreine Darstellung.

## Isomerie
Das Wieland-Miescher-Keton ist eine chirale Verbindung mit einem Stereozentrum am C8a-Atom. Folglich existieren die zwei enantiomeren Formen (R)-Wieland-Miescher-Keton und (S)-Wieland-Miescher-Keton.
| Stereoisomere des Wieland-Miescher-Ketons |                            |                            |
| Name                                      | (R)-Wieland-Miescher-Keton | (S)-Wieland-Miescher-Keton |
| Andere Namen                              | (−)-Wieland-Miescher-Keton | (+)-Wieland-Miescher-Keton |
| Strukturformel                            |                            |                            |
| CAS-Nummer                                | 100348-93-4                | 33878-99-8                 |
| CAS-Nummer                                | 20007-72-1 (unspez.)       |                            |
| PubChem                                   | 736070                     | 736069                     |
| PubChem                                   | 89262 (unspez.)            |                            |
| Wikidata                                  | –                          | –                          |
| Wikidata                                  | Q413602 (unspez.)          |                            |

## Darstellung
Das Wieland-Miescher-Keton wurde erstmals durch eine Robinson-Anellierung hergestellt. Der zweite Schritt der Robinson-Anellierung (Aldol-Reaktion) wurde hierbei auf organokatalytischem Wege über die Eder-Sauer-Wiechert-Hajos-Parrish-Reaktion durchgeführt. Als Organokatalysator diente enantiomerenreines (S)-Prolin, wodurch das Produkt mit hoher Enantioselektivität erhalten werden konnte.
Die Synthese kann auch als Eintopfreaktion durchgeführt werden. Das Aldol-Zwischenprodukt wurde nur von Hajos und Parrish isoliert und in ihrem Patent beschrieben.

## Verwendung
Das Wieland-Miescher-Keton ist von synthetischem Interesse für die pharmazeutische Industrie. Es dient als Ausgangsverbindung zur Totalsynthese von Steroiden.